# Sanhua
Sanhua Holding Group Co., Ltd. (三花控股集团有限公司) es un fabricante mundial de componentes de control para la industria de la calefacción, aire acondicionado y refrigeración (HVAC).

## Breve introducción
Es uno de los exportadores y fabricantes de piezas de control y componentes para aires acondicionados en China. Uno de los mayores fabricantes del mundo de válvulas de retención.
Entre sus clientes se incluyen Haier y otros fabricantes.

## Historia de la empresa
- Sanhua se fundó en 1984, en Zhejiang, como fabricante de componentes de refrigeración. Durante los siguientes 10 años la empresa añadió a su catálogo diversas válvulas para aire acondicionando como válvulas solenoides.

- En 2004 se añadió un departamento de investigación y desarrollo el cual trabaja en la Universidad de Zhejiang.

- Tras el 2009 Sanhua adquiere Ranco Valve division (Invensys), Aweco (electrodomésticos), y R- Squared Puckett Inc., del campo de los intercambiadores de calor de micro-canal,

- Durante 2007 la empresa salió a bolsa en el Shenzhen Stock Exchange bajo el código (002050:Shenzhen).